# Arctornis
Arctornis is een geslacht van vlinders van de familie spinneruilen (Erebidae).

## Soorten
- A. adusta Toxopeus, 1948
- A. alba (Bremer, 1861)
- A. albescens Holloway, 1999
- A. anser Collenette, 1938
- A. anserella Collenette, 1938
- A. arbor-christi Toxopeus
- A. ardea holloway, 1999
- A. asymmetricus Holloway, 1999
- A. aureopalpatus Holloway, 1999
- A. bicalcaratus Holloway, 1999
- A. bilobuncus Holloway, 1999
- A. bisetosus Holloway, 1999
- A. brunnescens Holloway, 1999
- A. byssina Toxopeus, 1948
- A. calcariphallus Holloway, 1999
- A. camurisquama Collenette, 1932
- A. ceconimena Collenette, 1935
- A. clavigera Toxopeus, 1948
- A. clavimicruncus Holloway, 1999
- A. cloanges Collenette, 1935
- A. comma Hutton, 1865
- A. contrarcuatus Holloway, 1999
- A. corrugata Toxopeus, 1948
- A. cretosanaphtha Holloway, 1999
- A. cretoserratus Holloway, 1999
- A. crocophala Collenette, 1951
- A. crocoptera Collenette, 1934
- A. cygna Moore, 1879
- A. cygnopsis Collenette, 1934
- A. chichibense Matsumura, 1921
- A. dialitha Collenette, 1938
- A. diaphana Moore, 1879
- A. diaphora Collenette, 1934
- A. diatreta Toxopeus, 1948
- A. dinawa Bethune-Baker, 1904
- A. discirufa Swinhoe, 1903
- A. divisa Walker, 1855
- A. dorsalineatus Holloway, 1999
- A. egens Felder, 1861
- A. egerina Swinhoe, 1893
- A. erasmia Toxopeus, 1948
- A. excavatus Holloway, 1999
- A. faucium Holloway, 1999
- A. fenestriculata Strand, 1910
- A. ferruginicosta Holloway, 1999
- A. flaccida Toxopeus, 1948
- A. flaminea Toxopeus, 1948
- A. flavescens Moore, 1877
- A. flavicostatum Matsumura, 1927
- A. flora Swinhoe, 1903
- A. florella Collenette, 1935
- A. formosensis Strand, 1922
- A. galanthina Toxopeus, 1948
- A. galene Toxopeus, 1948
- A. gelasphora Collenette, 1935
- A. graciliclava Holloway, 1999
- A. hedleyi Holloway, 1999
- A. hemilabda Collenette, 1938
- A. heteroides Collenette, 1938
- A. hipparia Swinhoe, 1893
- A. intacta Walker, 1866
- A. isabella Toxopeus, 1948
- A. kanazawai Inoue, 1982
- A. kenya Collenette, 1931
- A. keranganaphtha Holloway, 1999
- A. kumatai Inoue, 1956
- A. l-nigrum

Zwarte l-vlinder (Müller, 1764)
- A. labi Holloway, 1999
- A. leucoscela Collenette, 1934
- A. linguluncus Holloway, 1999
- A. linteola Toxopeus, 1948
- A. listrophora Collenette, 1951
- A. lumulosa Mackey, 1984

- A. macrocera Sharpe, 1890
- A. magnaclava Holloway, 1999
- A. mallephrika Holloway, 1999
- A. malleuncus Holloway, 1999
- A. marginalis Walker, 1862
- A. marginata Moore, 1883
- A. melanocraspis Hampson, 1905
- A. meridionalis Holloway, 1982
- A. micacea Walker, 1862
- A. minutissima Swinhoe, 1903
- A. monobalia Collenette, 1933
- A. montananaphtha Holloway, 1999
- A. moorei Leech, 1899
- A. mulunaphtha Holloway, 1999
- A. naphtha Holloway, 1999
- A. nigrobustus Holloway, 1999
- A. niphobola Collenette, 1932
- A. nivosa Walker, 1865
- A. obrtusa Walker, 1862
- A. opalina Collenette, 1951
- A. oranaphtha Holloway, 1999
- A. ouria Collenette, 1938
- A. palea Toxopeus, 1948
- A. parvaclava Holloway, 1999
- A. pellucida Swinhoe, 1903
- A. pellucidoides Holloway, 1999
- A. peninsularis Holloway, 1982
- A. perfecta Walker, 1862
- A. phaeocraspeda Collenette, 1938
- A. phasmatodes Collenette, 1932
- A. phrika Collenette, 1932
- A. plumbacea Swinhoe, 1903
- A. poecilonipha Collenette, 1932
- A. prasioneura Toxopeus, 1948
- A. primula Swinhoe, 1903
- A. pseudungula Holloway, 1999
- A. psola Collenette, 1938
- A. rhopica Toxopeus, 1948
- A. riguata Snellen, 1895
- A. rufimarginata Swinhoe, 1903
- A. rugosacculus Holloway, 1999
- A. rutila Fabricius, 1781
- A. salebrosa Toxopeus, 1948
- A. salsa Toxopeus, 1948
- A. satinata Toxopeus, 1948
- A. sclerotuncus Holloway, 1999
- A. secula Holloway, 1999
- A. semihyalina Swinhoe, 1904
- A. sericea Moore, 1877
- A. silhetica Walker, 1865
- A. sinensis Moore, 1877
- A. singaporensis Strand, 1914
- A. sinuharpe Holloway, 1999
- A. stibiessa Collenette, 1951
- A. submarginata Walker, 1855
- A. subvitrea Walker, 1865
- A. tortricoides Walker, 1862
- A. tossa Collenette, 1947
- A. transiens Walker, 1862
- A. trasiana Collenette, 1933
- A. tridcorniger Holloway, 1999
- A. ungula Holloway, 1999
- A. velutina Toxopeus, 1948
- A. virgamicruncus Holloway, 1999
- A. xanthochila Collenette, 1935
- A. xuthocraspeda Collenette, 1938